# リュドミラ・コンドラチェワ
リュドミラ・アンドレエヴナ・コンドラチェワ（Lyudmila Andreyevna Kondratyeva、ロシア語: Людмила Андреевна Кондратьева、1958年4月11日- ）は、ソビエト連邦の陸上競技選手である。1980年モスクワオリンピック女子100mの金メダリストである。ロストフ州シャフチ出身。
1978年ヨーロッパ選手権の200mで優勝した彼女は、同じ大会の4×100mリレーのメンバーとしても金メダルを獲得した。
1980年モスクワオリンピックの直前に100mで非公認ながら10秒87の世界新記録を樹立し、オリンピックのメダル候補と目されるようになっていた。オリンピック本番では上位5人が10分の1秒の中に入るという僅差のレースになったが、100分の1秒差で東ドイツのマルリース・ゲールを下し、金メダルを獲得した。しかし、このレースで太ももを痛めた彼女は、200mと4×100mリレーには出場することができなかった。
2024年現在男女ともに最後の白人による五輪100メートル競走優勝者である。
1984年ロサンゼルスオリンピックには、ソ連がボイコットしたため出場がかなわなかった。
1985年に、同じソ連のハンマー投選手であったユーリ・セディフと結婚した。しかしその後離婚している。
1988年ソウルオリンピックでは、4×100mリレーリレーの一員として銅メダルを獲得した。